# 智利水獺
智利水獺是一種生活在智利及阿根廷的水獺。牠們棲息在海洋及淡水環境。
智利水獺長70厘米，尾巴長40厘米。牠們背部呈深褐色，腹部呈淺肉桂色。牠們分佈在智利的中南部及部份阿根廷地區。牠們棲息在石灘及海面平靜的地區，也喜歡生活在森林中。雖然雌獺及幼獺會一同生活，但雄獺則是獨居的。牠們吃魚類、甲殼類、軟體動物及鳥類。由於非法捕獵、污染及失去棲息地，牠們正面臨威脅。

## 外部連結
- Animal Diversity Web （页面存档备份，存于）